# پرتینا
پرتینا (به صربی: Pretina) یک منطقهٔ مسکونی در صربستان است که در بوجانوواچ واقع شده‌است. پرتینا ۵۳ نفر جمعیت دارد.